# Bénédicte de Bjelbo
Bénédicte de Bjelbo (Suédois: Bengta Sunesdotter; mort en 1261) est une noble suédoise et le personnage principal d'un incident connu sous le nom d'Enlèvements de Vreta (en), car elle -même, comme sa mère, Hélène Sverkersdotter avant elle et sa fille, Ingrid Svantepolksdotter après elle, furent enlevées à Abbaye de Vreta par des hommes qui les épousèrent ensuite. Son enlèvement est le sujet d'une chanson folklorique Junker Lars klosterrov (c'est-à-dire: L'enlèvement de fiançailles du jeune Lars).

## Biographie
Bénédicte est la fille de la Princesse Hélène et de Sune Folkesson et également la sœur de la reine Catherine de Suède. Bénédicte avait été confiée à l' abbaye de Vreta pour y recevoir son éducation. En 1244, elle en est enlevée par Lars Petersson ou Laurens Pedersson, Justiciar d'Östergötland, qui s'enfuit avec elle dans le royaume de Norvège. Une hypothèse veut que Lars/Laurens était un petit-fils du roi Éric IX de Suède qui voulait ainsi unir sa dynastie la maison d'Erik avec celle Bénédicte la maison de Sverker. Il aurait pu ainsi être désigné pour occuper le trône. Bénédicte vit avec Lars en Norvège plusieurs années. Après sa mort elle retourne en Suède et épouse un personnage de la haute noblesse Svantepolk Knutsson, seigneur de Viby, avec qui elle a plusieurs filles, dont Ingrid, et un fils, Canute, qui meurt sans descendance.

## Sources
- (sv) Agneta Conradi Mattsson: Riseberga kloster, Birger Brosa & Filipssönerna, Vetenskapliga skrifter utgivna av Örebro läns museum 2, 1998,  (ISBN 91-85642-24-X)
- (sv) Dick Harrison: Jarlens sekel - En berättelse om 1200-talets Sverige, Ordfront, Stockholm, 2002,  (ISBN 91-7324-999-8)